# Dividende démographique
Le dividende démographique décrit les gains économiques, transitoires, dont dispose un pays en cours de transition démographique.

## Concept
Une économie doit, pour être productive, fournir un nombre suffisant de travailleurs afin de créer de la richesse. Durant une transition démographique, qui suit la baisse de la mortalité, la pyramide des âges du pays en question est particulièrement favorable à un décollage économique : elle est constituée d'un nombre maximum de jeunes adultes, et de relativement peu de personnes âgées.
Cela se traduit par une population extrêmement productive, capable d'assurer un maximum de production économique, avec peu de transferts de richesse nécessaire vers les enfants et les personnes âgées - donc beaucoup d'épargne possible. En retour, une période de forte croissance économique est possible.
Ce mécanisme permet par exemple d'expliquer, en partie, le boom économique chinois, et plus généralement asiatique. Toutefois, l'évolution de sa démographie signifie un amenuisement de cet avantage dans les années futures. Le dividende démographique peut être  un moteur de croissance en Afrique, quoique certains chercheurs mettent en garde contre une bombe démographique, inverse du dividende. 
Le dividende démographique peut être calculé à partir d'un indicateur synthétique. Il s'explique par l'évolution de la structure par âge. Tant que l'indice synthétique de fécondité, qui correspond au nombre moyen d'enfants par femme est élevé (supérieur à 6), le taux de dépendance démographique, ou âges dépendants/ âges actifs, soit 0 à 15 ans et > 65 ans / 15 à 65 ans est proche de 1. Si la transition de la fécondité est rapide, au bout d'environ deux décennies, ce taux (cas de la Chine en 2000) passe à 0,5 environ , ce qui incite à une plus forte productivité : amélioration de la production agricole par habitant et de l'alimentation, de la  formation, du taux d'emploi notamment des femmes, des taux d'épargne et d'investissement, de la mécanisation etc. Ces évolutions nécessitent un Etat stratège et une politique économique et sociale efficace.